# Розета от Плиска
Вижте пояснителната страница за други значения на Розета.
Розетата от Плиска е прабългарски ранносредновековен бронзов артефакт, намерен в старата столица Плиска.

## История
Розетата е открита при редовни археологически разкопки от проф. Станчо Ваклинов през 1961 г. в насипа над южния басейн на голямата цистерна в дворцовия квартал на Плиска и е датирана в периода VII–IX век. Знаците по нея наподобяват руническите символи в Мурфатларския скален комплекс.

## Описание
Розетата представлява бронзов медальон с диаметър 38 mm. Тя има формата на седемлъчева звезда, като върху всеки лъч са изсечени по два прабългарски рунически знака. В средата на горната ѝ част има ухо за окачване на връв, а на обратната ѝ страна е изсечен знакът IYI. Този вероятно езически знак продължава за около век да се използва и след покръстването на българите като символ, равностоен на християнския кръст.

## Функция
Една от най-ранните интерпретации на надписа е на Е. Сачев, който смята, че розетата представлява част от конска сбруя. С помощта на чувашкия език той прочита следния текст:„Тази амуниция за ездитен кон да се знае носи печатните знаци на дома“. Днес това мнение и прочит не се приемат от научните среди. Веселин Бешевлиев допуска, че знаците и лъчите на розетата са свързани с познатите в древността седем дни в седмицата, седем планети, седемте сияйни богове, а розетата е служела за гадаене. Неговата хипотеза е най-общоприетата към момента и съгласно нея различни изследователи дават свои четения на знаците върху лъчите на розетата.

## Местонахождение
Понастоящем розетата се съхранява в Националния археологически музей в София и може да бъде видяна в постоянната експозиция на втория етаж.

## Съвременна употреба
Розетата, заедно със знака IYI и с буквата  (А) от глаголицата, често се използва от националистическите партии и организации в България. Днес се използва като изображение на медальони, обеци, ключодържатели, щампи върху тениски, рисунки върху чаши, татуировки и др.
Писателят Николай Терзийски интерпретира символиката на розетата от Плиска в своя роман „Отлъчване“ (2017).